# Zygaena carniolica
Zygaena carniolica — вид метеликів родини строкатки (Zygaenidae).

## Поширення
Вид зустрічається у більшій частині Європи, за винятком північної Скандинавії.

## Опис
Розмах крил 30-35 мм. Zygaena carniolica одна з найотруйніших серед лускокрилих. Крапля отрути ціаніду, що виділяється метеликом,  здатна вбити дорослу птицю. Про свою небезпеку метелик попереджає навколишніх яскравим забарвленням.

## Спосіб життя
Дорослі стають на крило з липня по серпень. Імаго харчуються нектаром квітів з родини бобових. Личинки живляться листям лядвенця.

## Підвиди
- Zygaena carniolica carniolica
- Zygaena carniolica albarracina Staudinger, 1887
- Zygaena carniolica amanda Reiss, 1921
- Zygaena carniolica amistosa Aistleitner & Lencina Gutierrez, 1995
- Zygaena carniolica apennina Turati, 1884
- Zygaena carniolica berolinensis Lederer, 1853
- Zygaena carniolica cruenta (Pallas, 1773)
- Zygaena carniolica demavendi Holik, 1936
- Zygaena carniolica descimonti Lucas, 1959
- Zygaena carniolica diniensis Herrich-Schaffer, 1852
- Zygaena carniolica flaveola (Esper, 1786)
- Zygaena carniolica graeca Staudinger, 1870
- Zygaena carniolica hedysari (Hübner, 1796)
- Zygaena carniolica leonhardi Reiss, 1921
- Zygaena carniolica magdalenae Abeille, 1909
- Zygaena carniolica modesta Burgeff, 1914
- Zygaena carniolica moraulti Holik, 1938
- Zygaena carniolica piatkowskii de Freina, 2006
- Zygaena carniolica rhaeticola Burgeff, 1926
- Zygaena carniolica roccii Verity, 1920
- Zygaena carniolica siciliana Reiss, 1921
- Zygaena carniolica virginea (Muller, 1766)
- Zygaena carniolica wiedemannii Menetries, 1839